# Ermita de San Pío V (Adamuz)
La ermita de San Pío V situada en el término municipal de Adamuz (Provincia de Córdoba, España) formaba parte de la única gran casa señorial que se conserva en este pueblo, llamada popularmente, "la casa de los Riberas" la cual está muy reformada y en ella solo se conserva de su trazado original un pozo, la parte de la casa que en un principio fue destinada a los graneros, en la que hay bóvedas de cañón, y también se conservan dos portadas: una pertenece a la puerta principal del palacio y otra a la entrada a la capilla.

## Características
El oratorio forma parte íntegra de la casa señorial y es una iglesia de cajón dadas sus reducidas dimensiones(14,80 de larga por 2,20 de ancha) la pequeña capilla está compuesta por bóveda de cañón, con lunetos y arcos fajones en la parte de delante del altar. Lo más destacado de esta capilla es su retablo de estilo barroco y que consta de dos cuerpos.
Casi toda en esta ermita es de piedra rosa proveniente, casi con toda probabilidad, de Cabra. Son negros los basamentos que se encuentran a ambos lados del altar. los dos cuerpos quedan separados por una cornisa. Los capiteles y una concha que se encuentran en esta cornisa central son dorados. Las molduras sobre las pilastras que flaquean en el nicho central y todo el arquitrabe son de mármol negro.